# 仙草
，潮汕称草粿草，又称仙人草、薪草等，唇形科仙草屬草本植物。为药食两用植物，是（又名燒仙草）的原材料，原产于东亚，环境适应力很强。

## 名稱由來
仙草名稱首見於中國藥植圖鑑，在「職方典」稱之為仙人草。又稱為田草、洗草、仙草凍、仙草乾、仙草舅，泰雅人稱Supurekku，排灣族稱Ryarikan，英文名稱為Mesona或Chinese mesona。仙草名稱之由來有三個傳說：
- 第一個傳說：由於少量的仙草乾莖葉加水熬煮後，其濾汁加入少量的澱粉就能變成大量的仙草凍，古時候的人認為這種草具有由少變多的特異功能，只有仙人才能享有，因此推斷這種草應是仙人特別恩賜與人們的草，所以將它稱為仙人草。
- 第二個傳說：在古代交通不便，出入均靠雙腿，天熱趕路容易中暑生病，有些善心人士將這種具有特殊香味的草類植物，曬乾熬煮成茶，施予中暑之路人飲用後，身體很快復原，這些路人認為這種具有神效的草應是仙人所賜予的，因此將這些能治病的草稱為「仙人草」。
- 第三個傳說：福建有人採集草药医治中暑的母亲时自己也中暑，醒来后发现天然形成的仙草凍，便采集仙草治好了母亲的病。由于其神奇的消暑功效，被誉为“仙草”。

## 外觀
一年生草本，高15-100 公分。
- 枝幹葉：莖上部直立，下部伏地，四稜形，被脫落的長柔毛或細剛毛。葉對生；葉柄長2-15 毫米，被柔毛；葉片狹卵形或寬卵圓形，長2-5 公分，寬0.8-2.8 公分，先端急尖或鈍，基部寬楔形或圓，邊緣具鋸齒，兩面被細剛毛或柔毛。
- 花：花期7～10月，輪傘花序多花，組成總狀花序，頂生或生於側枝，花序長2-10 公分；苞片圓形或菱狀卵圓形，具尾狀突尖；花萼鐘形，長2-2.5 毫米，密被疏柔毛，上唇3裂，中裂片特大，先端尖，下唇全緣，偶有微缺；花冠白色或淡紅色，長約3 毫米，外被微柔毛，上唇寬大，具4齒，2側齒較高，中央2齒不明顯，下唇全緣，舟狀；雄蕊4，前對較長，後對花絲基部具齒狀附屬器，其上被硬毛，花葯匯合成一室；子房4裂，花柱較長，柱頭2淺裂。
- 果：果期8～11月，小堅果長圓形，黑色。

## 種植
仙草一般生長於坡地、溝谷的小雜草叢中。台灣在中北部有大量的仙草栽培在果園的果樹下。
仙草以扦插繁殖為主，喜歡陰涼潮濕稍冷的環境但卻不耐低溫，在育苗時候須注意保溫的問題。
仙草性喜潮濕，生育期間應保持濕潤以利於生長。但如果淹水則會導致其葉片掉落，甚致腐爛，因此在7至9月之間是颱風豪雨期，應注意排水。

## 藥用
甘、淡，性寒。清熱利濕、涼血解暑、解毒。
主治中暑，急性風濕性關節炎、高血壓、感冒、黃疸、急性腎炎、糖尿病、泄瀉、痢疾、燒燙傷、丹毒、梅毒、漆過敏。用量15～60克。
通常飲用禁忌 : 
五種狀況不得飲用仙草茶: 貧血、氣色不好看, 容易拉肚子或腹瀉者, 腸胃不好、胃口不佳者, 會經常經痛、腹痛者, 容易畏寒、手腳冰冷者。

## 食用

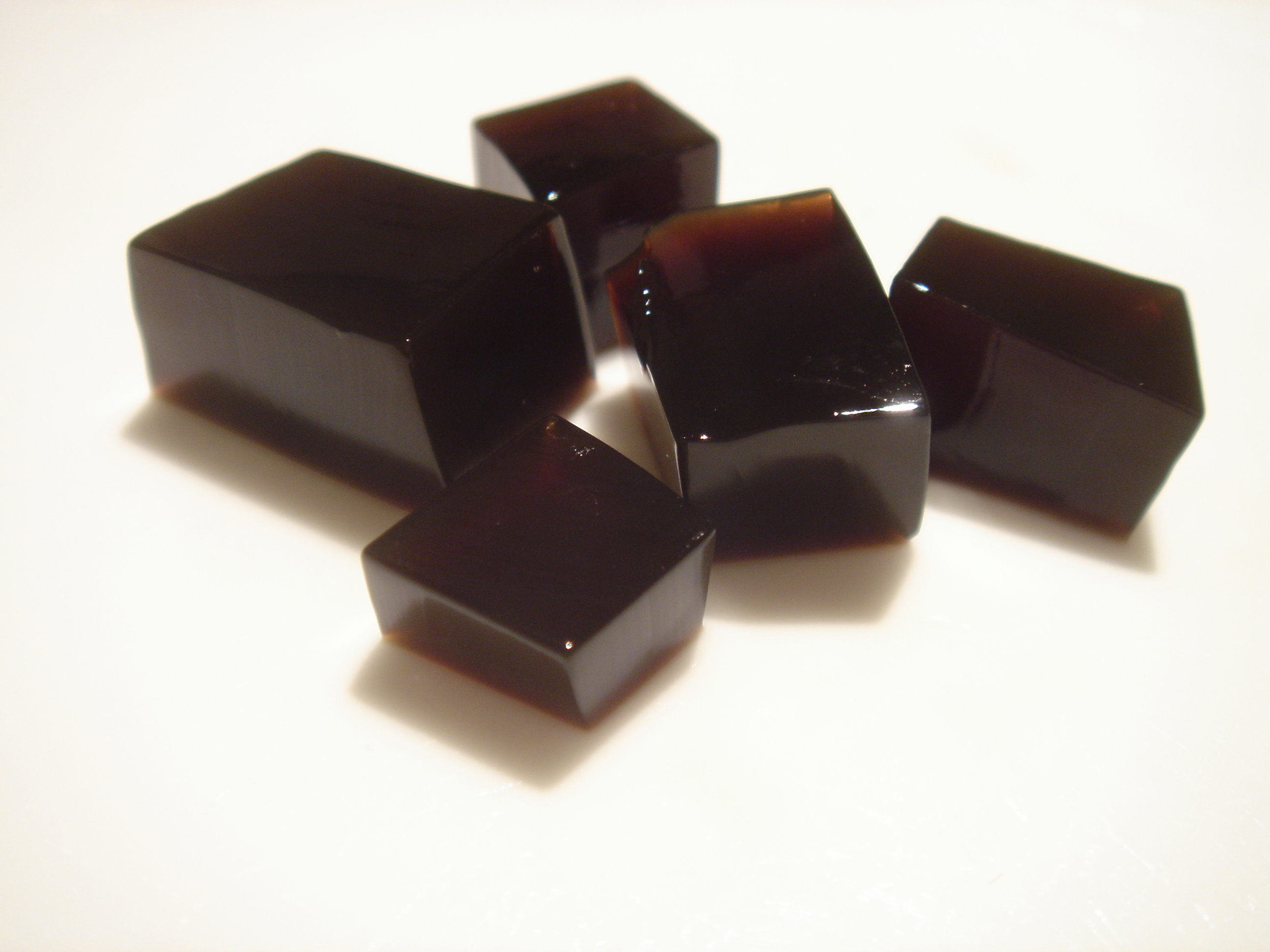
凉粉

- ：仙草製成的小吃。
- 仙草茶：仙草乾所煮出原汁茶。
- 凍：以糖水搭配食用，或為刨冰的配料。
- 奶凍：類似茶凍作法，將仙草放置杯中凝固冷藏後加入鮮奶或奶精。
- 奶茶：现成的仙草，搭配新鲜的奶茶。
- 仙草雞：仙草茶加入雞湯中熬煮製成。
- 豆浆：现成的仙草，搭配新鲜的豆浆。